# Forte Longone
Il forte Longone, o forte di Longone (noto anche come forte di San Giacomo e nel XVII secolo come forte Benaventano in quanto il supervisore della costruzione del forte era il quinto conte di Benavente nella provincia di Zamora in Spagna), è una fortificazione costiera situata nel comune di Porto Azzurro, lungo la costa sud-orientale dell'isola d'Elba rivolta verso il canale di Piombino. La sua ubicazione è sul promontorio che domina da est la baia del porto.

## Storia e descrizione
L'imponente complesso fortificato venne edificato dagli Spagnoli all'inizio del Seicento, per potenziare il sistema difensivo costiero dello Stato dei Presidi, il cui territorio inglobava anche parte della costa orientale e meridionale dell'isola. L'intera struttura fortificata fu realizzata in soli due anni, tra il 1603 e il 1605. Le originarie funzioni di avvistamento e di difesa furono svolte fino alla metà dell'Ottocento, quando gradualmente la struttura militare fu dismessa per essere convertita in carcere, funzione che svolge tuttora.

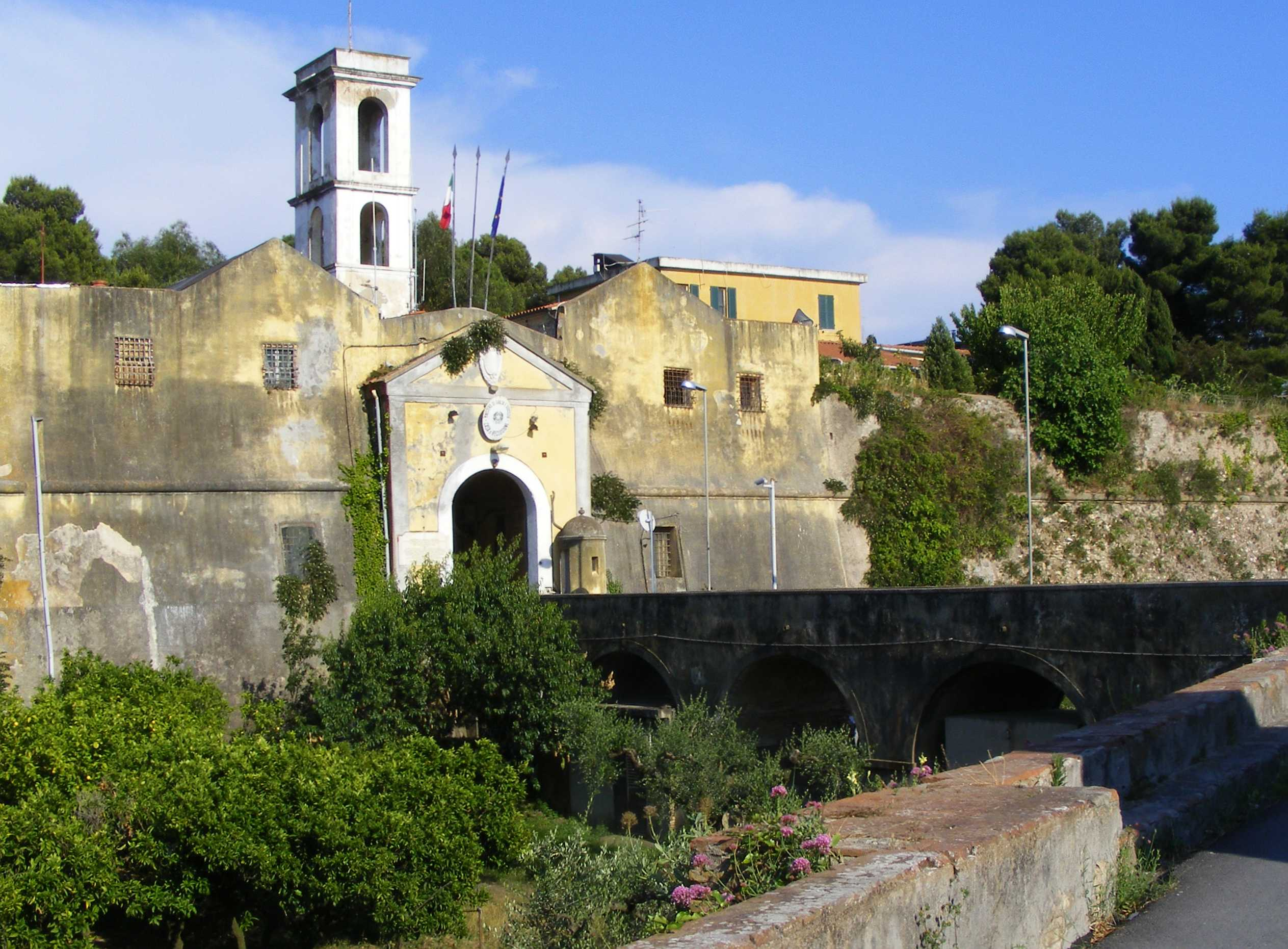
L'ingresso del forte

Il forte Longone si presenta come un'imponente fortificazione situata in posizione dominante alla sommità del promontorio di Porto Azzurro. La denominazione gli è stata conferita dall'antico nome della località in cui sorge, che prima di assumere l'attuale denominazione era appunto chiamata  "porto Longone". La fortificazione si presenta a pianta stellata convenzionalmente riconducibile ad un poligono dalla forma pentagonale irregolare; le cortine murarie esterne di cinta, rivestite in alcuni tratti in mattoni e in altri in pietra, si caratterizzano per la presenza di possenti basamenti a scarpa, che lungo i lati rivolti verso terra erano originariamente delimitati da fossati per aumentare le garanzie di sicurezza alla struttura difensiva costiera. Nell'area compresa all'interno della fortificazione si trovano vari fabbricati, che in passato ospitavano il palazzo del governatore, tre polveriere, un'armeria, gli alloggi delle guarnigioni, alcuni magazzini, un ospedale e un mulino a vento. Nell'area compresa all'interno del complesso fortificato furono edificate anche due chiese, la chiesa di San Giacomo Maggiore, in stile barocco, oltre alla cappella di Santa Barbara nella piazza d'armi.
Nel secolo scorso sono state costruite altre strutture all'interno del complesso, più funzionali per lo svolgimento delle funzioni a cui è attualmente adibito il complesso.